# Daniel Bouman
Daniel Hendrik James Bouman (Blaricum, 7 februari 1998) is een Australisch voetballer van Nederlandse afkomst die doorgaans als middenvelder speelt.

## Carrière
Daniel Bouman werd in Nederland geboren als zoon van een Nederlandse vader en Australische moeder. Op vierjarige leeftijd vertrok hij naar Australië, waarna hij in 2014 terugkeerde naar Nederland. Hier werd hij opgenomen in de jeugdopleiding van FC Groningen. Hij speelde van 2017 tot 2019 met Jong FC Groningen in de Derde divisie Zaterdag. In 2019 maakte hij de overstap naar SC Cambuur, waar hij bijna alle wedstrijden bij de selectie van het eerste elftal zat, maar nooit debuteerde. Nadat zijn contract in 2020 afliep, sloot hij in oktober van dat jaar aan bij Central Coast Mariners. Hij debuteerde in het betaald voetbal voor Central Coast op 3 januari 2021, in de met 0-2 gewonnen uitwedstrijd tegen Macarthur FC, waarin hij de assist op de 0-2 van Jordan Smylie gaf. In 2021 ging Bouman in Griekenland voor AO Kavala spelen in de Super League 2. Hier speelde hij zes wedstrijden, waarna hij naar Marconi Stallions vertrok.

### Statistieken
| Seizoen                   | Club                   | Land           | Competitie             | Competitie | Competitie | Beker | Beker | Overig | Overig | Totaal | Totaal |
| Seizoen                   | Club                   | Land           | Competitie             | Wed.       | Dlp.       | Wed.  | Dlp.  |        |        | Wed.   | Dlp.   |
| ------------------------- | ---------------------- | -------------- | ---------------------- | ---------- | ---------- | ----- | ----- | ------ | ------ | ------ | ------ |
| 2016/17                   | Jong FC Groningen      | Nederland      | Derde divisie Zaterdag | 2          | 0          | –     | –     | –      | –      | 2      | 0      |
| 2017/18                   | Jong FC Groningen      | Nederland      | Derde divisie Zaterdag | 11         | 2          | –     | –     | –      | –      | 11     | 2      |
| 2018/19                   | Jong FC Groningen      | Nederland      | Derde divisie Zaterdag | 26         | 14         | –     | –     | –      | –      | 26     | 14     |
| 2019/20                   | SC Cambuur             | Nederland      | Eerste divisie         | 0          | 0          | 0     | 0     | –      | –      | 0      | 0      |
| 2020/21                   | Central Coast Mariners | Australië      | A-League               | 25         | 0          | 0     | 0     | 1      | 0      | 26     | 0      |
| 2021/22                   | AO Kavala              | Griekenland    | Super League 2         | 6          | 0          | 0     | 0     | –      | –      | 6      | 0      |
| 2023                      | Marconi Stallions      | Australië      | NPL NSW                | 15         | 0          | –     | –     | –      | –      | 15     | 0      |
| Carrièretotaal            | Carrièretotaal         | Carrièretotaal | Carrièretotaal         | 85         | 16         | 0     | 0     | 1      | 0      | 86     | 16     |
| Bijgewerkt op 5 juni 2023 |                        |                |                        |            |            |       |       |        |        |        |        |